# Jan Otter
Jan Otter (1906-1989) was een Nederlandse tekenaar, illustrator, kunstschilder, boekbandontwerper en eerste persfotograaf in Drenthe.
Hij was autodidact en deed veel werk voor uitgeverijen in Assen waar hij ook woonde. Hij werkte als tekenaar en grafisch ontwerper voor Drukkerij Torenlaan en de Koninklijke Van Gorcum - Uitgeverij en Grafisch bedrijf. Als persfotograaf voor de Provinciale Drentsche en Asser Courant stond hij bekend om zijn haarscherpe foto's van voorbij razende tt- motoren.
Directeur van Drukkerij Torenlaan Assen Hendrik Clewits heeft een aantal boeken geschreven die werden uitgegeven door zijn eigen bedrijf, Drukkerij en Uitgeverij Torenlaan, bandontwerp en verdere illustraties waren van Jan Otter. Hij gaf ook het boek Ons Indisch Boekje (drie deeltjes) uit, door dr. H.F. Tillema in 1941, waarvoor Otter het omslag ontwierp en in 1942 Het Bonte Boek, waarin buiten de omslag ook illustraties van Otter waren te vinden. Otter illustreerde ook een boek met kerstliedjes voor kinderen van de Gelderse onderwijzer Coenradus Geerlings.
Ook de jaarlijkse TT-posters waren decennia lang tot en met 1982 van diens hand. Voor van Gorcum & Comp. ontwierp hij in 1931 de band voor het boek Hebreeuwsche helden.
Otter heeft na zijn schooltijd dankzij zijn tekentalent zijn allereerste freelancebaantje in Amsterdam gehad. Hij heeft daar de zangbundel Jan Pierewiet getekend. Alle illustraties en notenbalken waren van zijn hand. Hij kon geen noten lezen, maar die werden door hem overgetekend uit het manuscript.  